# Établissements Fouga et Cie
La Établissements Fouga et Cie, nota anche semplicemente come Fouga, era un'azienda francese originariamente del settore ferroviario fondata nel 1920 dal tre ingegneri, tra i quali Gaston Fouga dal quale l'azienda prenderà nome, ma nota principalmente per la sua successiva produzione aeronautica.

## Storia
Alla fine degli anni dieci del XX secolo, l'ingegner Gaston Fouga decide, assieme ad altri due ingegneri, di fondare un'azienda che operasse nel settore della riparazione del materiale rotabile. Successivamente Fouga, non entusiasta dal settore ferroviario, decise di avvicinarsi al settore aeronautico e, dal 1936, sfruttando le potenzialità dello stabilimento di lavorazione del legno sito a Aire-sur-l'Adour iniziò a realizzare il primo aliante. Grazie alla consulenza tecnica degli ingegneri della Société anonyme des ateliers d'aviation Louis Breguet e della consulenza di Pierre Mauboussin, successivamente assunto da Fouga e dal quale si acquistarono inizialmente i progetti, venne avviata una piccola produzione di alianti. A Mauboussin si affiancò in seguito anche Robert Castello, proveniente dalla Constructions Aéronautiques Émile Dewoitine, e molti dei primi progetti Fouga sono spesso indicati come "Castel-Mauboussin". Nella successiva produzione di aeromobili, come omaggio alla loro collaborazione, venne spesso mantenuto il suffisso "CM-" come parte delle loro denominazioni.
Il maggior successo commerciale della Fouga fu certamente il Magister, un aereo da addestramento ad uso militare dotato di motore a reazione, che riprendeva il caratteristico aspetto dalle linee affusolate e dall'originale impennaggio a V degli alianti prodotti nel primo dopoguerra. Per poter sostenere le richieste del Magister venne realizzato, nel 1953, un nuovo stabilimento presso Tolosa specificatamente per la produzione di questo modello.
Nel maggio 1958, tutte le proprietà Fouga vennero acquisite dalla Potez che continuò ad utilizzare il marchio sino al tardo 1961.

## Produzione
| Modello                   | Anno | Tipo                             | Esemplari | Note                            |
| Fouga CM-7                | 1948 | aliante da performance           |           |                                 |
| Fouga CM-8-15             | 1949 | aliante da performance           |           |                                 |
| Fouga CM-8-13             | 1949 | aliante acrobatico               |           |                                 |
| CM-8R Sylphe I            | 1949 | aereo sperimentale               |           |                                 |
| CM-8R13 Sylphe III        | 1952 | aereo sperimentale               |           |                                 |
| Fouga CM-8R9.8 Cyclope II | 1951 | aereo da turismo                 |           |                                 |
| CM-71                     | 1952 | aliante da turismo               |           |                                 |
| CM-88R Gémeaux I          | 1951 | aliante                          |           |                                 |
| CM-88R Gémeaux III        | 1951 | aliante                          |           |                                 |
| CM-10                     | 1947 | aliante da trasporto             |           |                                 |
| CM-100                    | 1949 | aereo da trasporto militare      |           |                                 |
| CM-101R                   | 1951 | aereo da trasporto               |           |                                 |
| CM-170 Magister           | 1949 | aereo da addestramento           |           |                                 |
| CM-171 Makalu             | 1956 | prototipo                        |           |                                 |
| CM-175 Zéphir             | 1949 | aereo da addestramento imbarcato | 30        | versione imbarcata del Magister |